# Rete Automobilistica Maremmana Amiatina
La Rete Automobilistica Maremmana Amiatina (acronimo RAMA) s.p.a. è l'azienda di trasporto pubblico della provincia di Grosseto che dal 2005 opera attraverso la controllata Rama Mobilità, società consortile.

## Storia
L'azienda venne fondata ad Arcidosso nel 1913, con lo scopo di mettere in collegamento le località della costa maremmana con quelle dell'entroterra, in particolare con i paesi del Monte Amiata, data la loro notevole distanza all'interno di una provincia tra le più grandi d'Italia e con una bassa densità demografica. Inizialmente RAMA nasce come Società anonima per Azioni con un parco mezzi composto da quattro vetture di grandi dimensioni ed una più piccola impiegata per il trasporto postale.
Dal 2005, in seguito alla riorganizzazione del trasporto pubblico toscano per "bacini", fu costituita Rama Mobilità, società consortile a responsabilità limitata i cui soci sono, oltre a RAMA stessa, Train S.p.A., ATM S.p.A. e FMF S.p.A.. Alcune linee erano affidate in regime di subaffido ad operatori privati locali quali Autolinee Brizzi.
Il 1º agosto 2010 RAMA fa parte di Tiemme Toscana Mobilità, aggregazione fra le società ATM di Piombino, Train di Siena, Rete Automobilistica Maremmana Amiatina di Grosseto e La Ferroviaria Italiana (LFI) di Arezzo.

## Dati aziendali

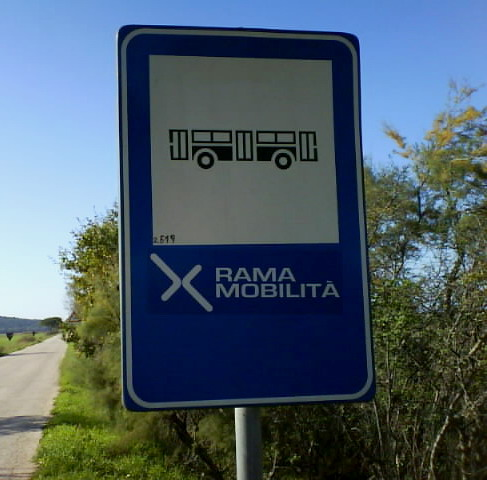
Fermata extraurbana delle autolinee nei dintorni di Grosseto

### La rete
- area servita: 5.000 km²
- lunghezza della rete: 3.420 km
- comuni serviti: 34
- passeggeri annui trasportati: 4.457.475
- capitale sociale: 1.653.964 euro interamente versato
- posti offerti nel giorno feriale medio invernale: 7.080
- posti offerti nel giorno feriale medio estivo: 6.600

RAMA serve quattro autostazioni con deposito mezzi annesso situate a Grosseto, Arcidosso, Orbetello e Pitigliano.

### La flotta
Nel 2005, la flotta era costituita da 28 autobus urbani, 8 suburbani e 160 interurbani.

## Bacini di riferimento
I servizi collegano il capoluogo e tutti comuni della provincia di Grosseto tra di loro e con diversi comuni della provincia di Siena, della provincia di Livorno, con Firenze e con l'Aeroporto di Fiumicino.
Il servizio urbano è svolto, oltre che a Grosseto, anche a Castiglione della Pescaia, Follonica, Orbetello, Monte Argentario, Massa Marittima, Manciano e Isola del Giglio.